# Klášter Doksany
Klášter a zámek Doksany (německy Kloster Doxan; snad z řeckého δόξα, doxa – sláva) starším názvem: Doksany – Panenský klášter řádu praemonstrátského), je ženský premonstrátský klášter (bývalé opatství premonstrátek u kostela Narození Panny Marie) v Doksanech v okrese Litoměřice, nejstarší této řehole v zemích Koruny české. 
Jedná se o rozsáhlý komplex s kostelem Narození Panny Marie. Klášter se nachází na břehu Ohře v místech dávného důležitého brodu přes řeku v původně močálovité krajině. Klášter založila kolem roku 1144 česká kněžna Gertruda Babenberská, která byla dcerou rakouského markraběte Leopolda III. a manželkou pozdějšího druhého českého knížete Vladislava II. V roce 1200 klášter vyhořel, ale vzápětí byl obnoven. Znovu vyhořel ve 13. století i za husitských bouří. Škody utrpěl také ve třicetileté válce. Od konce 17. století zaznamenal značný rozvoj, který je spojen s výstavbou nových objektů. Došlo také k barokizaci původního románského kostela. Období rozvoje trvalo až do 2. poloviny 18. století. V roce 1782 byl klášter za josefinských reforem zrušen. Dále pak sloužil jako zámek s přilehlým hospodářským dvorem. Východně před hlavní branou kláštera podél pražské cesty a kolem zámecké zahrady vznikla vesnice. Severně od kláštera se za objektem cukrovaru nachází hřbitov s kostelem sv. Petra a Pavla. Celý komplex doksanského kláštera je od roku 1964 chráněn jako kulturní památka. Část kláštera je v majetku Královské kanonie premonstrátů na Strahově a část je ve vlastnictví českého státu. Zámeckou část spravuje Národní památkový ústav.

## Historie kláštera

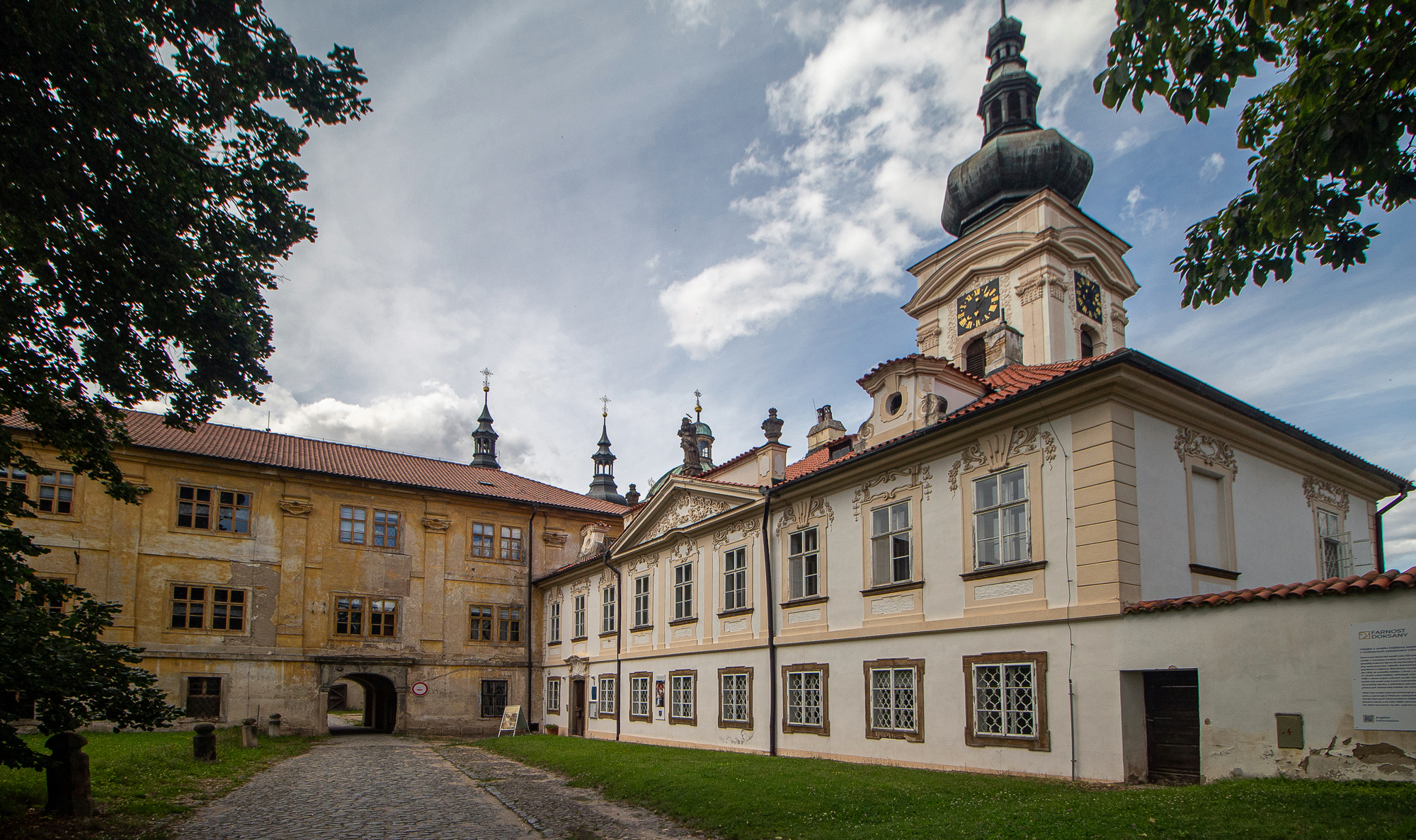
Pohled na budovu doksanského provizoriátu a prelatury

### Počátky

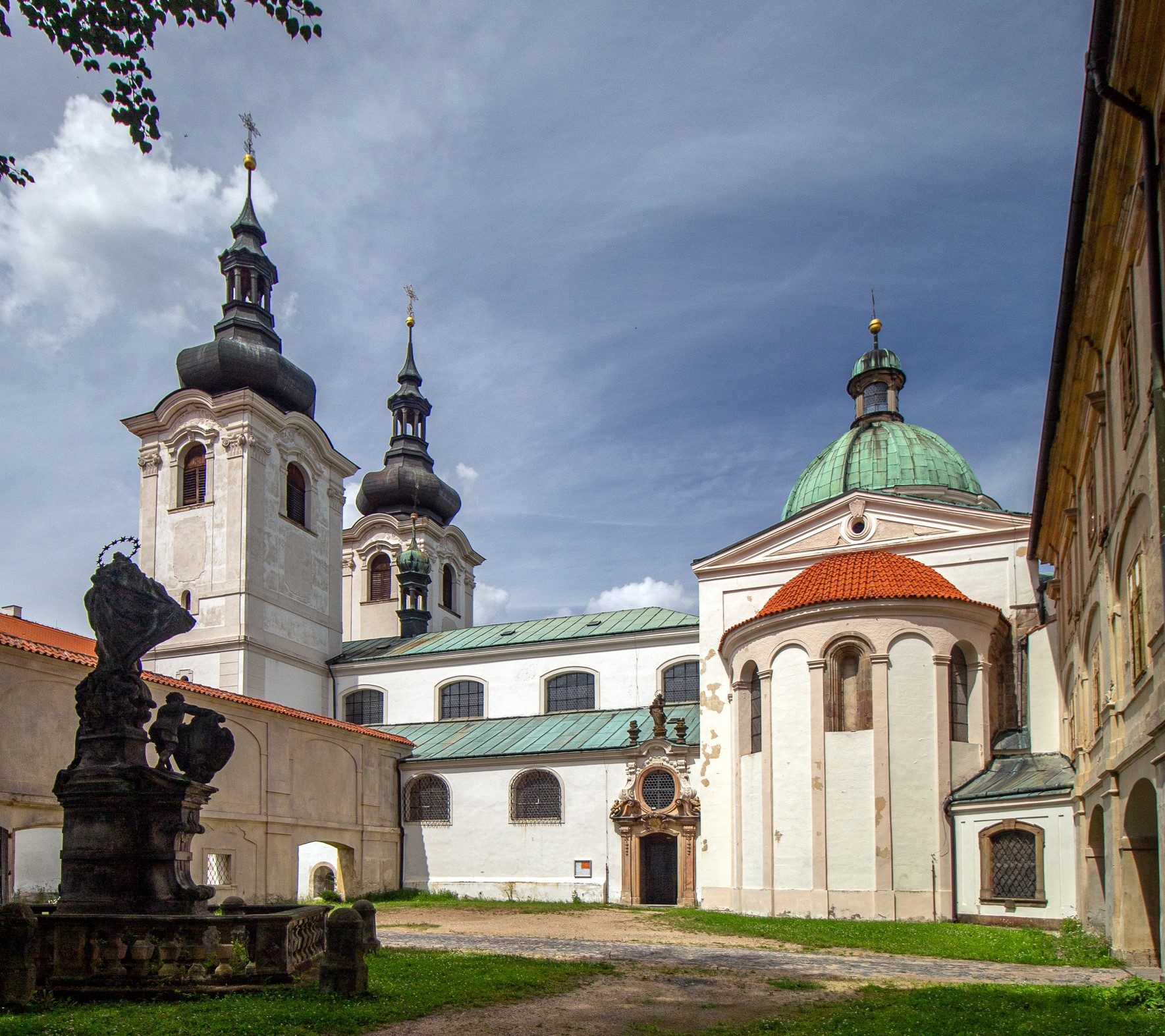
Kostel Narození Panny Marie, pohled ze druhého nádvoří, vpravo apsida příčné lodi

Jedenácté a dvanácté století bylo v západní Evropě dobou rozkvětu a zakládání nových klášterů. Roku 1120 založil kněz sv. Norbert v Prémontré nedaleko Soissons ve Francii klášter s novou řeholí svatého Augustina, schválenou roku 1126 papežem Honoriem II. – řád byl podle kláštera nazván premonstrátským a velmi rychle se šířil. Zároveň s ním vznikla i jeho druhá větev, řeholní kanovnice (lat. cannonissae), kterou založil rovněž sv. Norbert. Byl to přísný řád, jehož hlavní náplní byla kontemplace. Organizačně býval přičleněn k příslušné cirkárii premonstrátů. Řeholní domy zvané kanonie (lat. canonia) řídila nejdříve magistra, později převorka (lat. priorissa) nebo abatyše (lat. abatissa). Péči o duchovní správu vedl probošt, který sídlil na proboštství, kde mohli být i další řeholní kanovníci premonstrátského řádu, mající na starost například správu panství. Sestry se dělily na chórové a laické. Chórové sestry nosily bílý hábit s bílým závojem, laické nosily černý závoj.
Již před rokem 1140 dal pražský biskup Jan I. († 1139) základ k založení prvního kláštera premonstrátů na Strahově z mateřské kanonie ve Steinfeldu (v tzv. strahovské zakládací listině se nachází formulace, že se provádí darování bratřím a sestrám sloužícím Bohu, Panně Marii a sv. Augustinovi), kteréžto založení uskutečnil hned po svém nastoupení na trůn (1140) český kníže Vladislav II. spolu s olomouckým biskupem Jindřichem Zdíkem.
Záhy po založení strahovského kláštera, nejpravděpodobněji v letech 1144–1145 (asi 1142), založil kníže Vladislav II. se svou chotí Gertrudou klášter premonstrátek v Doksanech, poblíž stávajícího knížecího dvorce. K fundaci kláštera byla připojena osada Mury nad Ohří s kostelem svatého Klimenta.

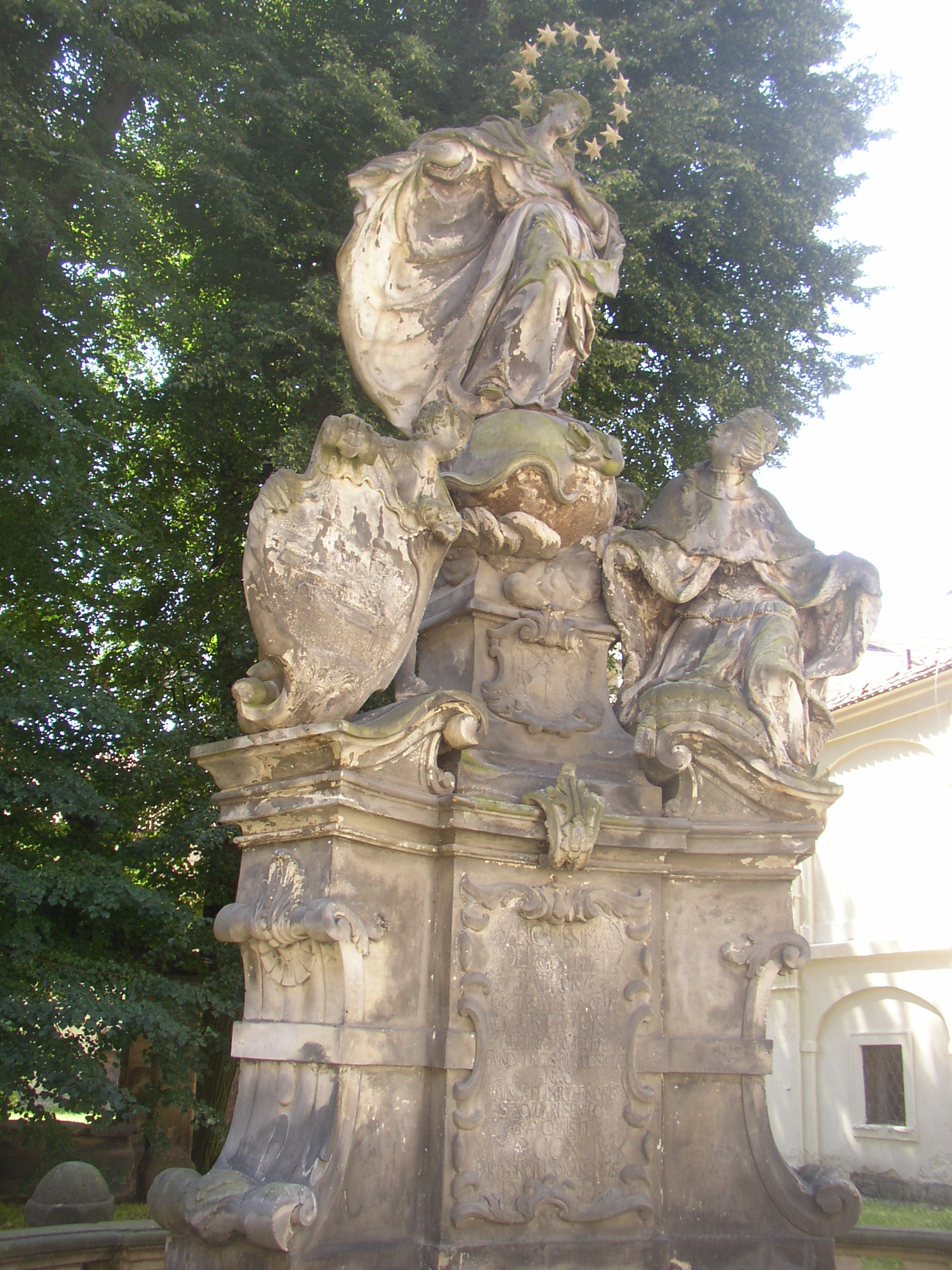
Mariánské sousoší s klečící Gertrudou Babenberskou, zakladatelkou doksanského kláštera

Doksanský klášter byl osazen řeholnicemi z porýnského kláštera sv. Mikuláše v Dünnwaldu (známá je jedna z prvních sester z porýnského kláštera, který přišly již roku 1143, jménem Ida) a dcerami z předních domácích rodů. Zakladatelka kláštera Gertruda kanonii obdařila nejen četnými výsadami, ale také rozsáhlým majetkem. Později zde byla i pohřbena. Nový konvent vysvětil 18. září 1144 olomoucký biskup Jindřich Zdík, který asistoval pražskému biskupovi Otovi. Závěr doksanské baziliky byl dokončen v letech 1185–1186. V téže době bylo také dostavěno obvodové zdivo lodi až k západním věžím. Existenci chóru k polovině 80 let 12. století dokládá zpráva o pohřbu matky českého knížete a biskupa Jindřicha Břetislava, jehož sestry zde byly představenými (prelátkami). Podle Vincentiovy zprávy bylo tělo Jindřicha Břetislava uloženo v roce 1197 v doksanském chóru vedle hrobu jeho matky Markéty, manželky Jindřicha Přemyslovce, která zemřela před rokem 1186, a jejíž tělo, pokud nebylo později z místa provizorního pohřbu, muselo být uloženo již v dokončeném chóru (odtud datace stavebních prací). Přemyslovci, zvláště pak ženy tohoto královského rodu, se stali velkými příznivci Doksan. Na počátku 13. byla do doksanské kanonie dána na vychování také Anežka Přemyslovna, dcera českého krále Přemysla Otakara I., později uctívaná jako svatá Anežka Česká.
V letech 1175–1178 klášter vyměnil svůj hospodářský dvůr za jiný majetek poblíž obce Kravaře u Úštěku v jižní části Českolipska s Chřenem, synem mělnického probošta Juraty. Za doplatek čtyř hřiven stříbra tak získal jak rozsáhlé území Újezd, které dosahovalo daleko na sever až k Ploučnici a také dvorec Radoušov (dnes Víska).

### Období do konce třicetileté války
Ze středověkých budov konventu se z 12. století do současnosti zachovala výjimečná románská konventní bazilika. Obdobím největšího rozkvětu prošel klášter ve 13. a 14. století. Konventní budovy byly umístěny na jih od baziliky. Dokládá to existence portálu v západní zdi jižního ramene transeptu, kterým se vstupovalo do ambitu. Jejich podoba není známa, pouze byla zaregistrována listina Přemysla Otakara I., ve které se k roku 1226 dosvědčuje dotace obnovy poničeného kláštera z královských důchodů. Nové škody utrpěl konvent v dramatických letech po smrti Přemysla Otakara II. Ty byly napraveny, podle listin, až v letech 1300–1315. Není však zřejmé čeho se tyto přestavby dotkly.

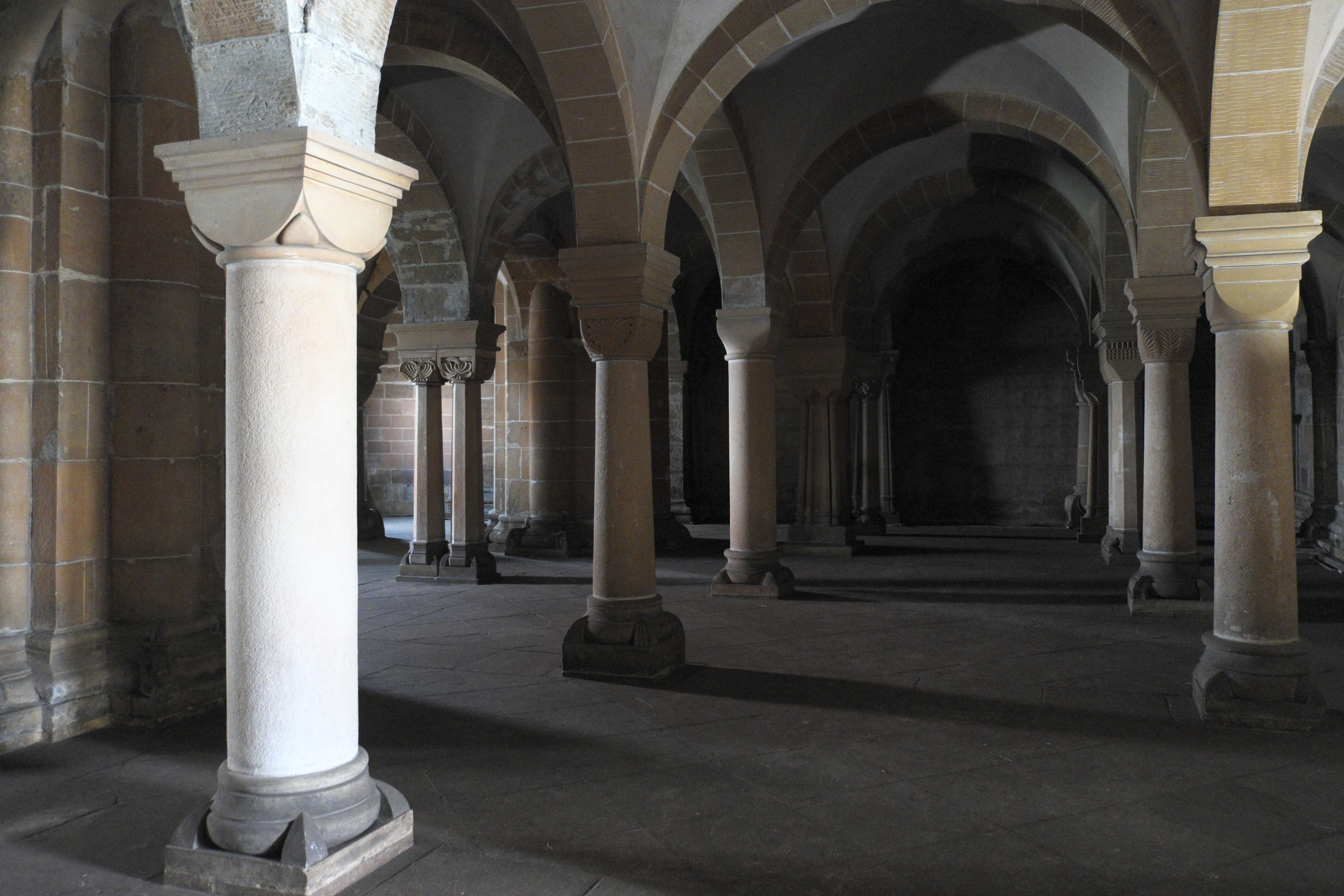
Rekonstruovaná (původně románská) krypta pod kostelem

V období husitských válek byl v létě 1421 při tažení pražanů do severozápadních Čech vypálen. Na počátku husitství musely řádové sestry Doksany opustit a nazpátek se vrátilo po pětiletém exilu v roce 1426 několik řeholnic, ale již roku 1436 bylo císařem Zikmundem potvrzeno zabrání některých jejich statků. Teprve Ladislav Pohrobek povolil roku 1456 zpětné získávání ztraceného majetku, který však opět dával do zástavy Vladislav II. Jagellonský. Větší opravy tak mohly proběhnout až na samém konci 15. a na počátku 16. století. Tyto zásahy však na dochované stavbě již nejsou patrné. Nejzávažnější byly zřejmě úpravy kostela, které předcházely jeho opětovnému vysvěcení v roce 1522. Znovu se v kostele pracovalo v 80. letech 16. století, kdy byl chrám prodloužen, a v roce 1604, kdy předělením postranních lodí byly vytvořeny boční kaple. Snad na počátku 17. století byl rozšířen areál o budovu na půdorysu písmene L, která byla postavena jižně od kostela.
Na začátku 17. století také došlo na klášterním panství několikrát k selským vzpourám. Vzbouřenci v roce 1604 obsadili klášter, v roce 1607 zapálili stodoly a v roce 1619 klášter dobyli a vyplenili.
Za třicetileté války když získal strahovský opat Kašpar z Questenberka v Magdeburku ostatky sv. Norberta, byly převezeny na podzim roku 1626 nejprve do Doksan a odtud v květnu následujícího roku 1627 na Strahov, kde jsou uloženy dodnes. Premonstrátky také dostaly roku 1626 zpět všechny statky zastavené Vladislavem II. Jagellonským libštejnským Kolovratům. V zahradě nalezený kámen s letopočtem 1628 rámcově určuje dobu, v níž byl prodloužen a nově zaklenut presbytář kostela.
Doksanská kanonie byla podřízena Strahovskému klášteru, který tu měl probošta. Ten získal od roku 1628 (1630?) infule od papeže Urbana VIII., který toto právo udělil doksanským proboštům. V roce 1738 pak obdržel doksanský probošt i titul opata. V období třicetileté války byl klášter několikrát vypleněn, nejprve Sasy v roce 1631 a několikrát Švédy i císařskými vojsky.

### Barokní rozkvět

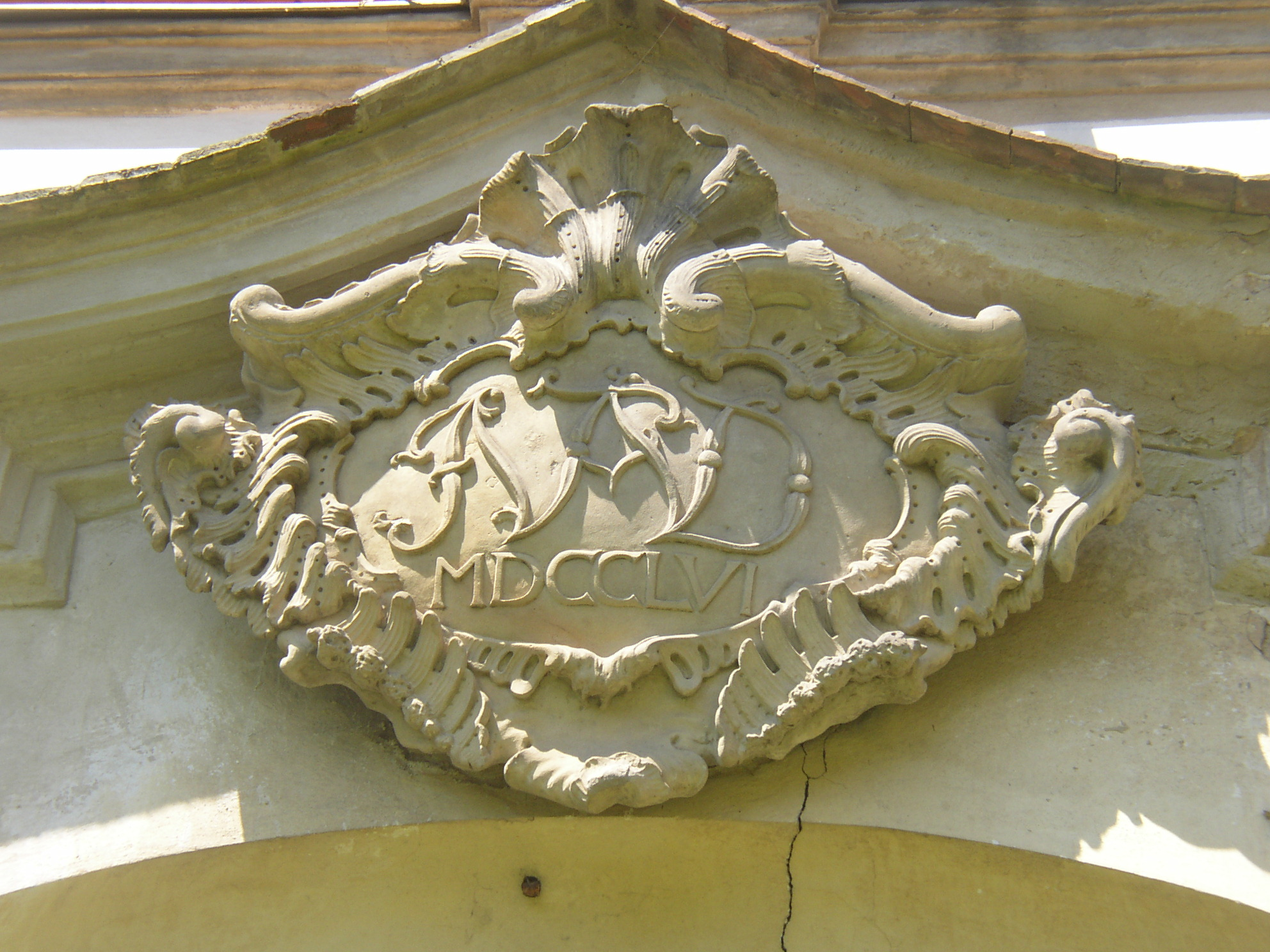
Monogram doksanského probošta Winkelburga

Po třicetileté válce nastal nový rozkvět kláštera, který se projevil rozsáhlými stavebními úpravami v barokním slohu od konce 17. století. Patrně již v roku 1665, podle data na opěrácích, začala výstavba prelatury, která však byla dokončena až mnohem později, roku 1692, jak ukazují data na portálech. Ve dvoupatrové prelatuře je zajímavá freska Klanění pastýřů od F.X. Palka. Další Palkovy fresky jsou v refektáři kláštera. Patrně již v roce 1667 byla v budově ve tvaru L upravena kapitulní síň. Přestože v počátcích nové výstavby areálu není doložen žádný architekt, nelze vyloučit vzhledem k velice úzkým vztahům strahovského a doksanského kláštera i určitý podíl Giovanniho Domenica Orsiho, který byl v 60. letech 17. století strahovským architektem. V roce 1674 byla zvýšena jedna ze západních věží a o čtyři roky později se znovu upravoval presbytář, který byl do roku 1682 barokizován i zevnitř za vedení Giulia Broggia (ovšem patrně jen jako stavitele) a vyzdoben štuky Giovanniho Maderny. K novému konventu byl položen základní kámen roku 1683, kdy se také bourala staré konventní budovy. Při úpravách kostela a tvorbě nových budov se zřejmě významně uplatnil další strahovský architekt, Jean Baptista Mathey. Stavba pak pokračovala, asi podle změněného projektu, až do roku 1697, jak ukazuje datum na konventním průčelí. Ve stejném roce jako konvent na 2. nádvoří byla postavena i hlavní vstupní brána do areálu S. Carlonem. Architektonicky je ještě závažnější, protože stojí na začátku řady staveb radikálního baroka prvních desetiletí 18. století. Na stavbě jako polír tehdy působil Pietro Versa, později (od roku 1700) Pietro Nitolla, oba členové litoměřického zednického cechu. Již 15. září 1693 je však v Doksanech doložen další strahovský stavitel, Silvestro Carlone ml. Nejpozoruhodnější architektura areálu premonstrátek nevznikala tedy zásluhou místních stavitelů, ale pražských umělců. Na Carloneho místo stavitele se roku 1697, po jeho smrti, hlásil Antonio Porta, ale nebyl přijat, protože podle kontraktu museli stavbu dokončit dědicové. Stavební činnost vyvrcholila v letech 1709–1730 za doksanského probošta a vicepřevora strahovského kláštera Josefa Miky (1669–1733). Z této doby pochází kostel Narození Panny Marie (1710–1720), provizoriát (1725–1730), připisovaný Octavio Broggimu, a další budovy. Sedmiletá válka (1756–1763) a válka o dědictví bavorské (1778) způsobily klášternímu majetku hodně škod přímými bojovými akcemi v místě samém a v blízkém sousedství. Před rokem 1774 byly interiéry konventu rokokově vybaveny.

### Zrušení
Za vlády Josefa II. byl, po více než 600 letech řeholního života, 23. března 1782 kvetoucí doksanský klášter obsazený v té době 49 sestrami, zrušen. Při zrušení kláštera vznikaly nenapravitelné kulturní škody. Po roce 1782 byly některé chrámové památky a vybavení prelatury převezeny do kláštera premonstrátů na Strahov a jiné rozprodány v dražbě. Majetek kláštera připadl náboženskému fondu a areál kláštera nejprve krátce sloužil jako vojenský špitál a kasárny.
V roce 1790 náboženský fond pronajal na 10 let doksanské panství kněžně Marii Terezii Poniatowské (1740–1806), která byla dcerou Leopolda Kinského a provdala se za bratra posledního polského krále Stanislava Augusta Poniatowského (vládl 1764–1795) Ondřeje Poniatowského. Tato uměnímilovná a umělecky založená žena se často stýkala se soudobými osvícenci. Roku 1773 ovdověla a později se vrátila do Čech, kde pobývala nejčastěji u svého bratra Filipa Kinského (1742–1827). Terezie Poniatowská začala s přestavbou někdejší prelatury na zámecké sídlo, které je obklopené anglickým parkem a zahradami. a v blízkosti si dala postavit vlastní zámek Terespol, který zanikl v roce 1888. V roce 1797 koupil, i s okolími vlastníky půdy, doksanské panství velitel nedaleké tvrze a posádkového města Terezín plukovník císařské armády Jakub Wiemmer (něm. Jakob Freiherr von Wimmer, † 1822), který ve stavebních pracích pokračoval. Ale už v roce 1804 prodal Doksany baronu a hraběti Janu Antonínu Lexovi z Aehrenthalu. V rodině Lexů z Aehrenthalu zůstalo panství až do 20. století. Dalšími majitelmi doksanského panství se tak stali: vrchní soudce v Čechách, na Moravě i ve Slezsku a pomolog Jan Křtitel Lexa z Aehrenthalu (něm. Johann Baptist Freiherr Lexa von Aehrenthal) (1777–1845) i jeho vnuk Alois Lexa z Aehrenthalu (1854–1912) za něhož, jakožto promotora ovocného sadařství v Čechách se v Doksanech zvětšil park a sady. Za Lexů však nedocházelo zrovna k šetrným opravám architektury doksanského areálu. Snad nejzávažnější zásah do architektury uskutečnil v roce 1889 Achille Wolf v kryptě.
Při první pozemkové reformě po roce 1918 byl zámek s parkem propuštěn tehdejšímu majiteli Janu z Aehrenthalu ze záboru. Vrchnost sídlívala v budově někdejší prelatury na 1. nádvoří. Ostatní části zámku sloužily jako byty úředníků a pro kancelářské a hospodářské potřeby panství. V důsledku provozu zámku došlo v 19. století i k stavebním úpravám, které někde zasáhly znatelně i do jeho původního vzhledu. Při stavební obnově počátkem 20. století byl proveden soubor sádrových odlitků architektonické plastiky, uložený v Národním muzeu v Praze. Německá hraběcí rodina z Aehrenthalu byla po druhé světové válce v roce 1945 vysídlena a zámek připadl československému státu. V období komunistické totality spravovalo doksanský zámek Krajské středisko Státního ústavu památkové péče a ochrany přírody v Ústí nad Labem. Někdejší hospodářské příslušenství zámku sloužilo státnímu statku.

### Obnova
K obnově kláštera došlo, po skončení komunistické totality, zásluhou polských sester z kláštera na krakovském předměstí Zwierzyniec (polsky Kościół św. Augustyna i św. Jana Chrzciciela w Krakowie), který byl v letech 1162–1164 založen právě z doksanského kláštera. První snahy o obnovu kontemplativního života sester premonstrátek v Doksanech byly učiněny kolem začátku 20. století. Tehdy několik žen začalo svou řeholní formaci v klášteře v Krakově v Polsku, ale po návratu se ukázalo, že z církevních i státních důvodů není možné zahájit život v klauzuře. Tak vznikla v roce 1902 Kongregace sester premonstrátek na Svatém Kopečku, která se začala věnovat i vnějšímu apoštolátu. Po pádu komunistické totality odkoupil v roce 1997 strahovský klášter od českého státu severní část bývalého konventu a začala se plánovat její rekonstrukce. Strahovský opat Michael Pojezdný požádal krakovskou kanonii, aby poslala sestry k obnově svého mateřského kláštera. Z Kongregace sester premonstrátek se přihlásilo několik členek, které tímto kontemplativním způsobem života chtěly žít. S požehnáním strahovského opata, převorky krakovského kláštera M. Pauly Torczyńské a generální představené Kongregace M. Bohuslavy Macekové zahájily 31. ledna 1998 společný život čtyři sestry (dvě z Polska a dvě z Čech), prozatímně v budově doksanské fary. Kontemplativní komunita sester se pak začala postupně rozrůstat a formovat. Od prosince 1998 do prosince 2002 probíhaly základní práce v zakoupené části objektu a bylo dokončeno západní křídlo kláštera, které již mohlo sloužit životu sester. V lednu 2003 se do této části komunita mohla nastěhovat a 31. ledna 2003 proběhlo slavnostní posvěcení prostor.
Řeholní sestry kromě modlitby, nutného zajištění denního provozu kláštera navíc šijí liturgické oděvy, pěstují léčivé byliny, vyrábějí čajové směsi a dva typy bylinných likérů podle starobylých klášterních receptur s názvy Beatrix a Adelaida.
Doksany se ve 21. století díky sestrám staly oblíbeným poutním místem. Hlavní pouť se koná v neděli po prvním zářijovém pátku a populární i jsou každý první pátek v měsíci od 20 hodin pouti za duchovní povolání spolu se světelným průvodem ve vnějších prostorách kláštera. Části kláštera s barokním interiérem a románská krypta jsou otevřeny pro veřejnost. Přístupná je i zahrada s barokními stavbami v anglickém parku u kláštera.

## Klášter ve filmu
Již v období komunistické totality se v doksanském klášteře a kostele točily záběry pro několik filmů (mj. epizody seriálů 30 případů majora Zemana, díl 11., Křížová cesta a Dobrodružství kriminalistiky, díl 9., Písmo). Po roce 2010 se venkovní prostory a nádvořím staly opět oblíbeným místem filmařů. Ti postavili filmové kulisy s gotickou a renesančních architekturou a točili zde filmy s mušketýrskou tematikou. Na počátku roku 2016 byla většina kulis odstraněna.

Filmové kulisy v exteriérech kláštera
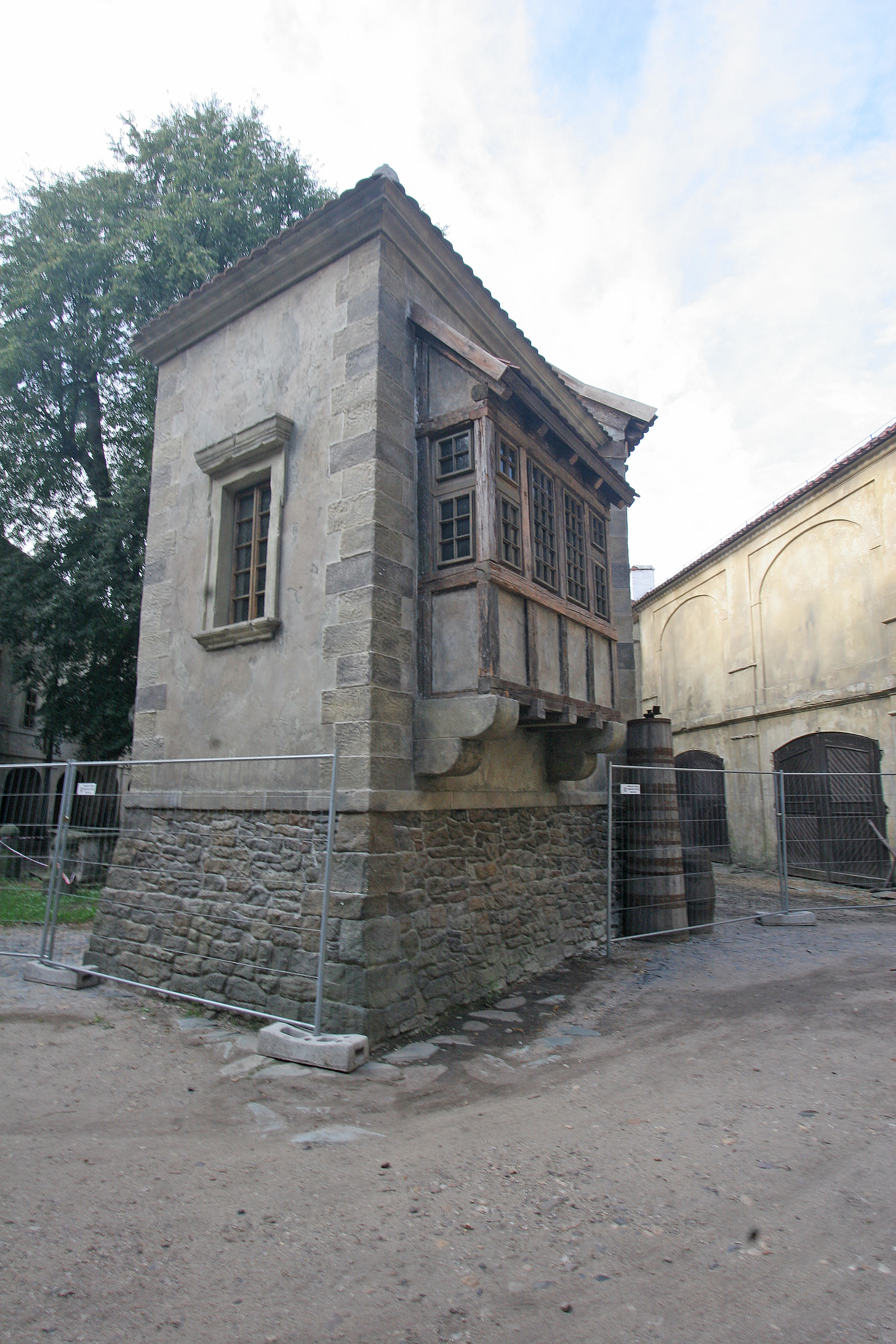
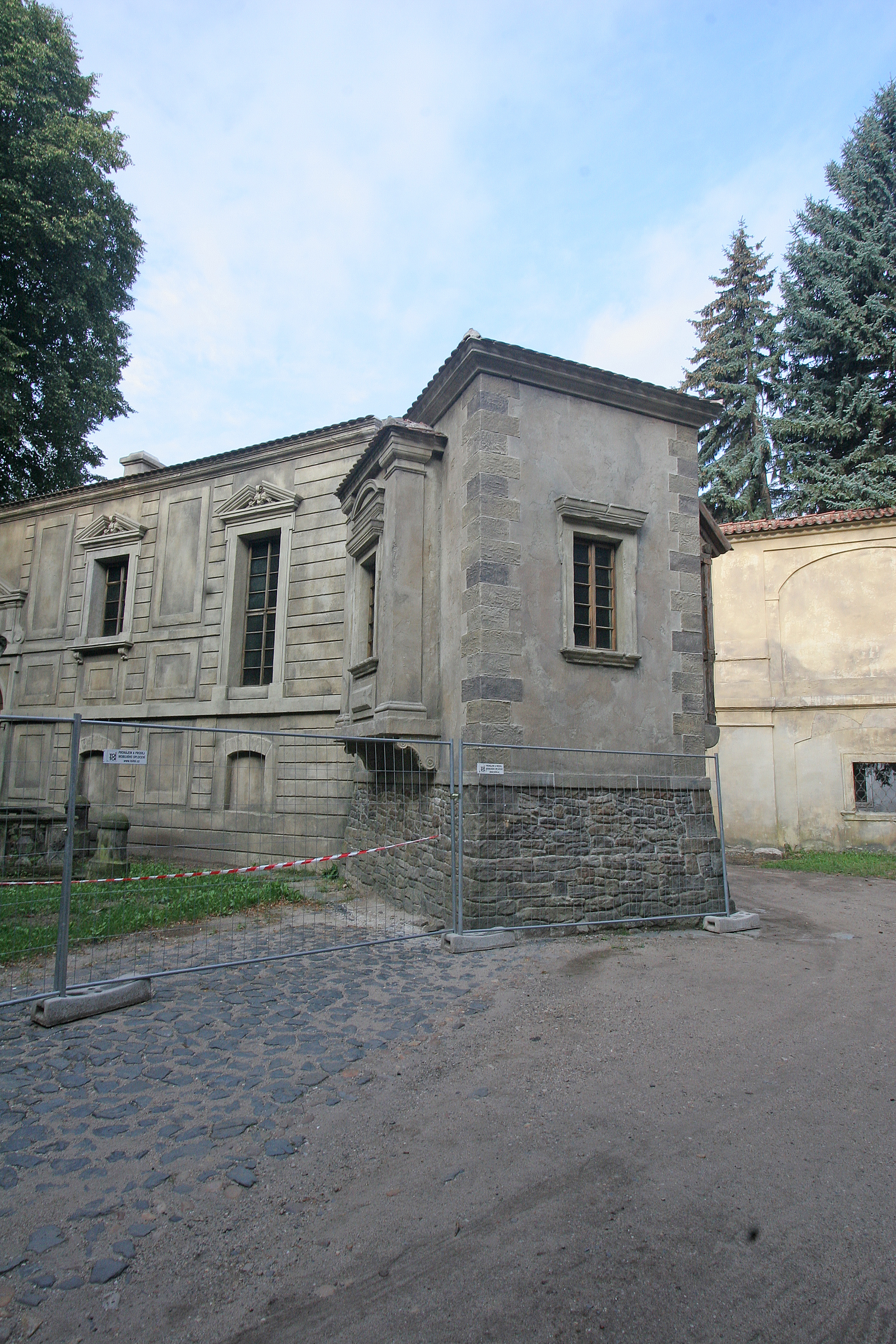
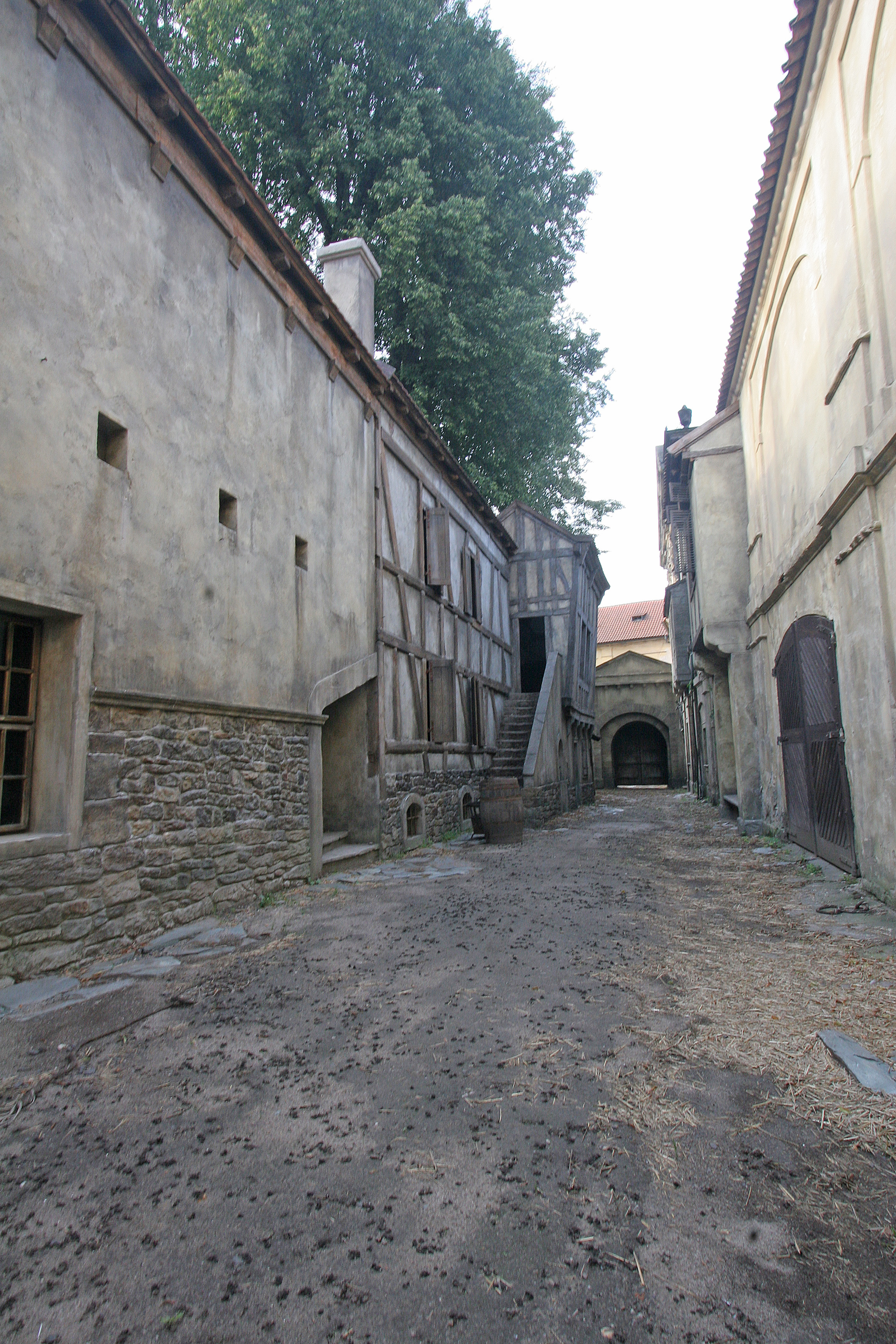
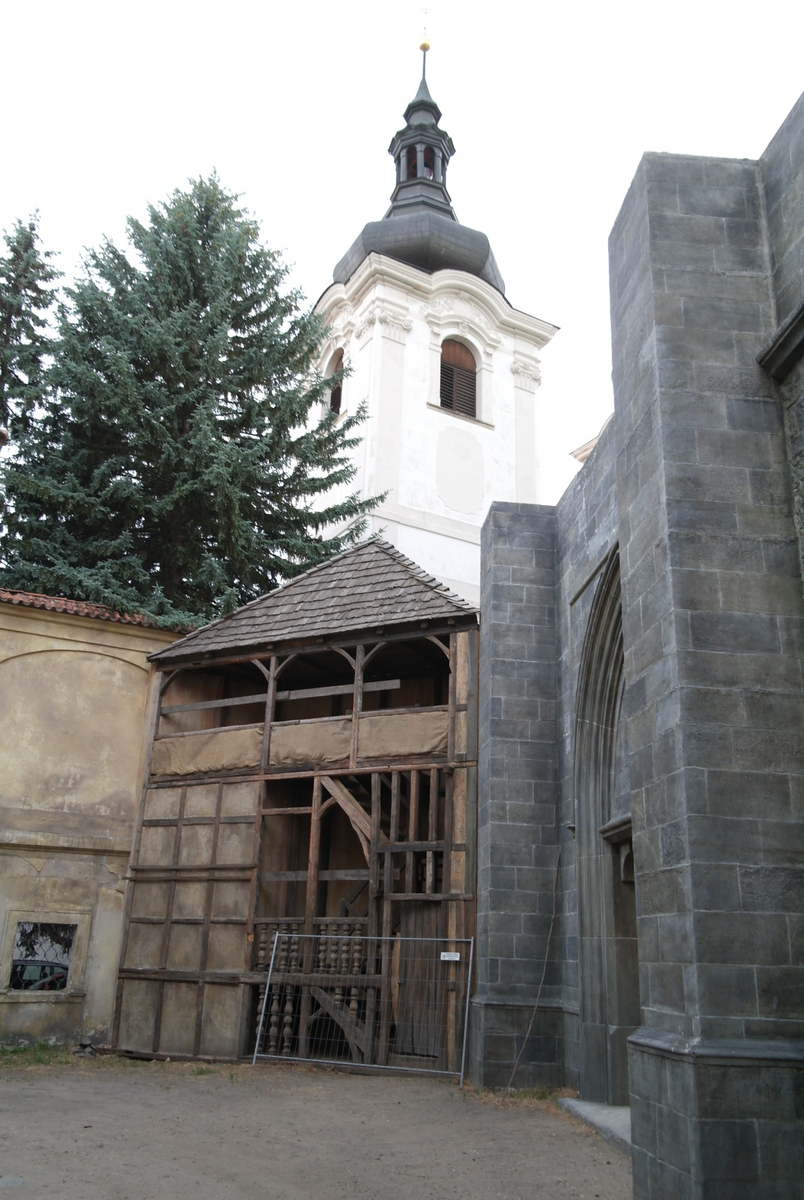
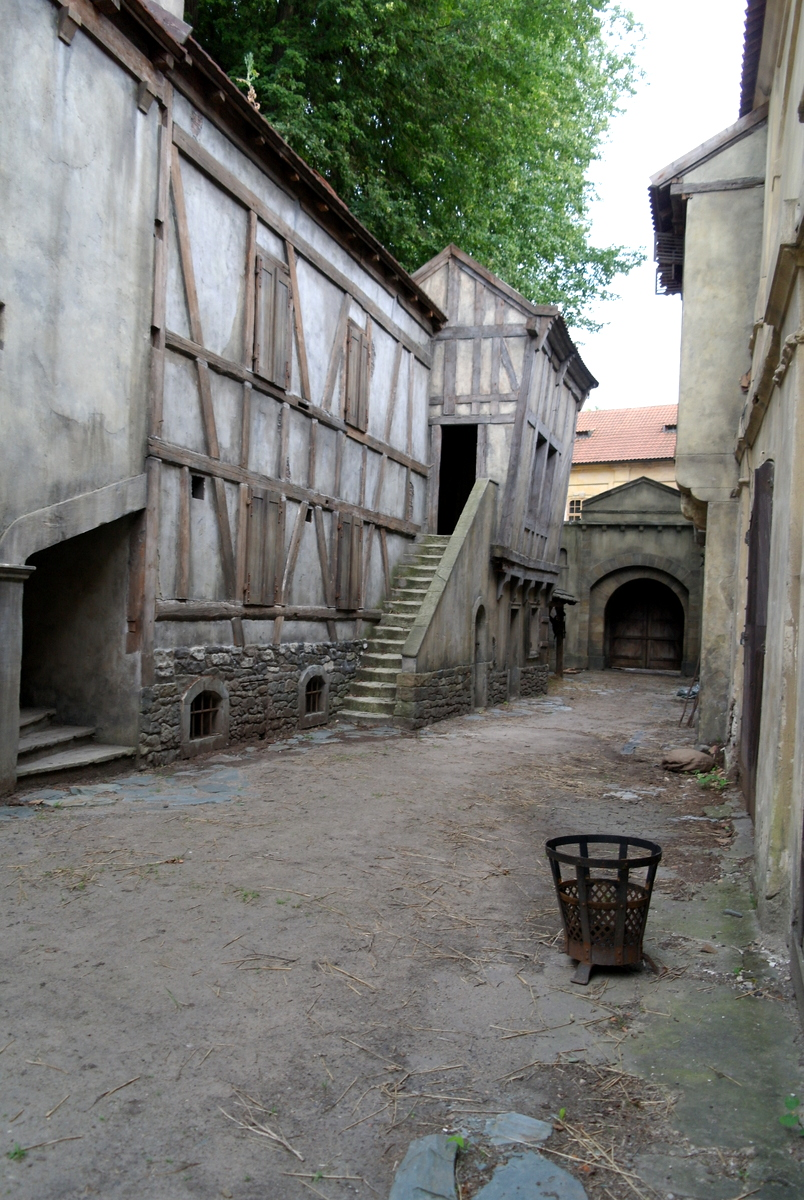

## Architektura

### Celkový popis
Rozlehlý komplex budov, v současné podobě barokní ze 17.–18. století, je přibližně čtvercového půdorysu. Uprostřed areálu je kostel, na jižní straně tři nádvoří a na severní straně veliký hospodářský dvůr. Ve východním čele je vstupní brána, bývalá fara a hospodářské budovy. Na 1. nádvoří je mariánský morový sloup, budova provisoriátu a příčné křídlo bývalé prelatury. Na 2. nádvoří je sousoší Panny Marie, refektář, konvent a kostel. Na 3. a 4. nádvoří jsou další části, konventu, vchod do západní krypty po kostelem a hospodářské objekty. Na jižní straně za refektářem je arkádový pavilón a terasovitá zahrada nad ramenem řeky Ohře, která tudy protéká. Na jeho druhém břehu a západě za konventem až k hlavnímu řečišti Ohře je rozsáhlý anglický park s dalším pavilónem.

### Hlavní brána

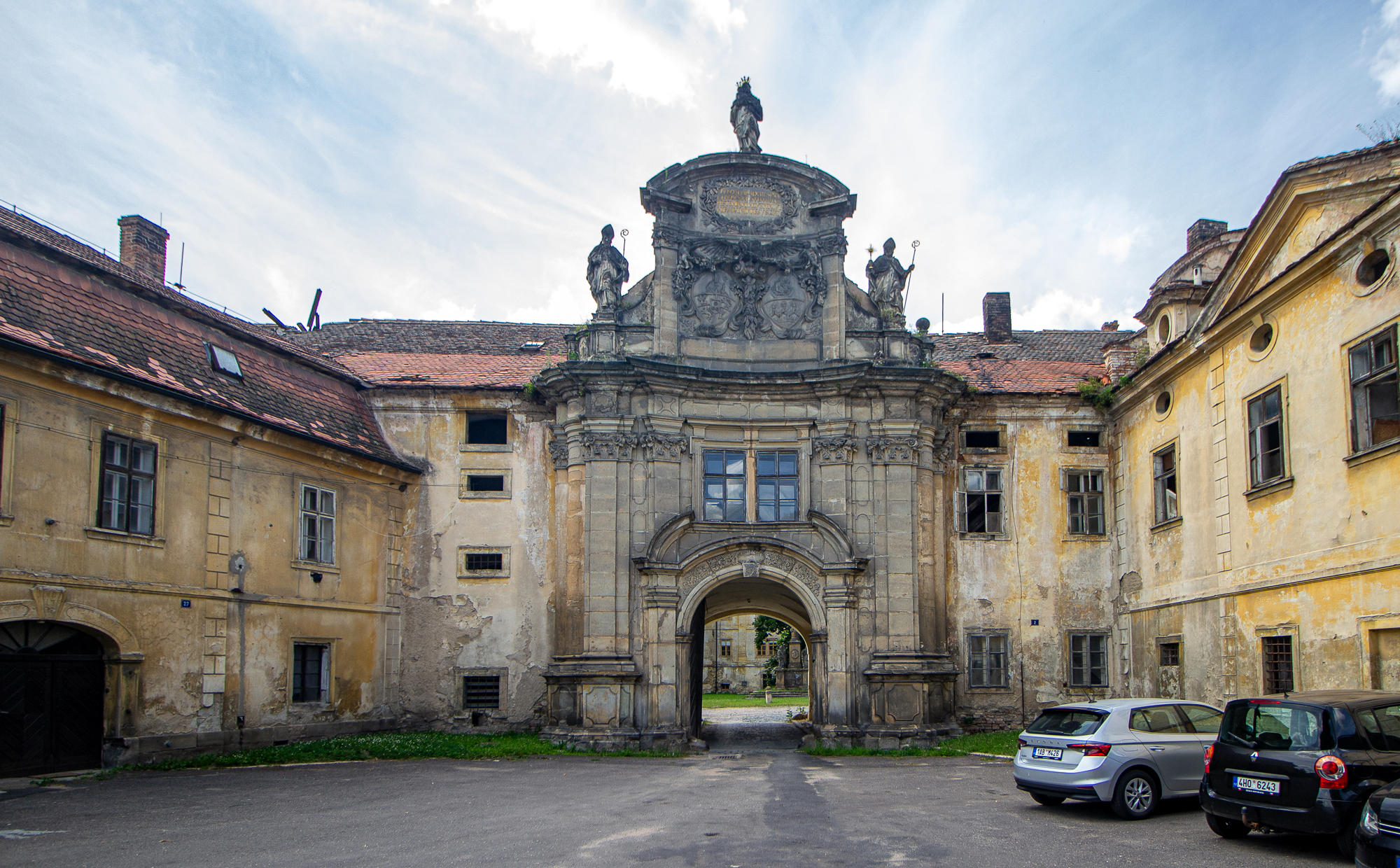
Hlavní brána klášterního areálu z roku 1697

Vstupní či hlavní brána, stojící při litoměřické silnici, je barokní z roku 1697. Jejím autorem je Silvestro Carlone ml.. Jedná se o mohutnou architekturu z kamenných kvádrů s dvoudílným průčelím. Její konvexně vystupující čelo, rámované dvojicí korintských pilastrů, je konkávně prohloubeno, a tím dostává průčelí výrazný dynamický rytmus. Na spodní části skupiny vysokých podložených pilastrů je osový portál sklenutý půlkruhem v edikule se segmentovou římsou. Nad portálem je zdvojené okno. V horní části brány hlavní brány je proláklý štítový nástavec se segmentovými vrcholem. Je doplněný velmi bohatou reliéfní štukovou plastikou. Uprostřed jsou dva velké, z pískovce tesané znaky – proboštův a novější konventní. Nad nimi drží mohutný orel s rozpjatými křídly a dva andělé naturalistické festony. Nahoře se nachází ověnčený nápis (mariánský Fortunátův hymnus z premonstrátského breviáře):

Nad štítem jsou tři sochy: Panny Marie, která stojí na vrcholu, a kterou po stranách v nižší úrovni provázejí postavy sv. Augustina a hlavního premonstrátského světce sv. Norberta.
Pozdně barokní hospodářské budovy po stranách brány pocházejí až z doby kolem roku 1772. Farní budova stojící vlevo od hlavní brány je až z období po zrušení kláštera z roku 1792.

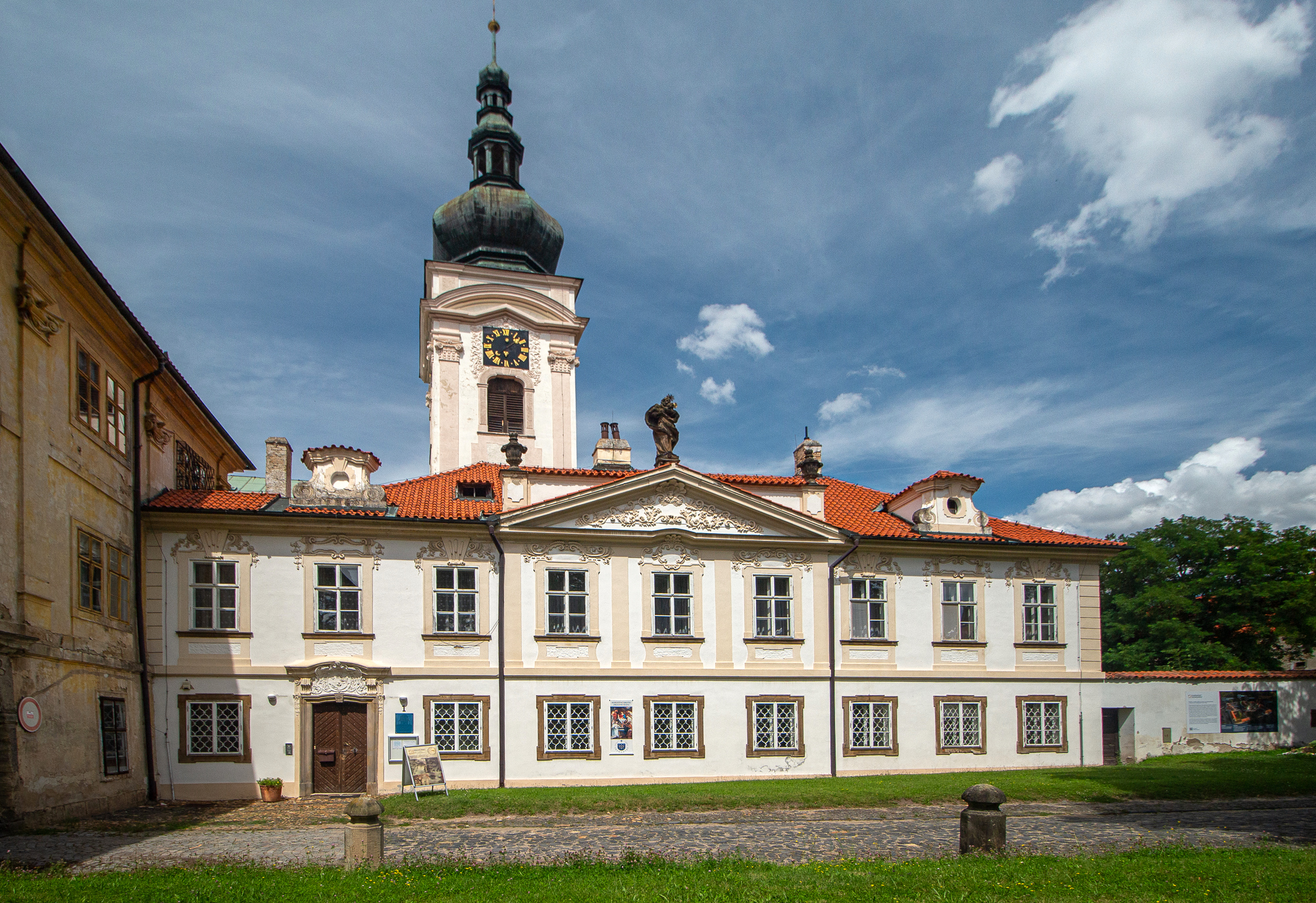
Provizoriát z období cca 1725–1730

### Provizoriát

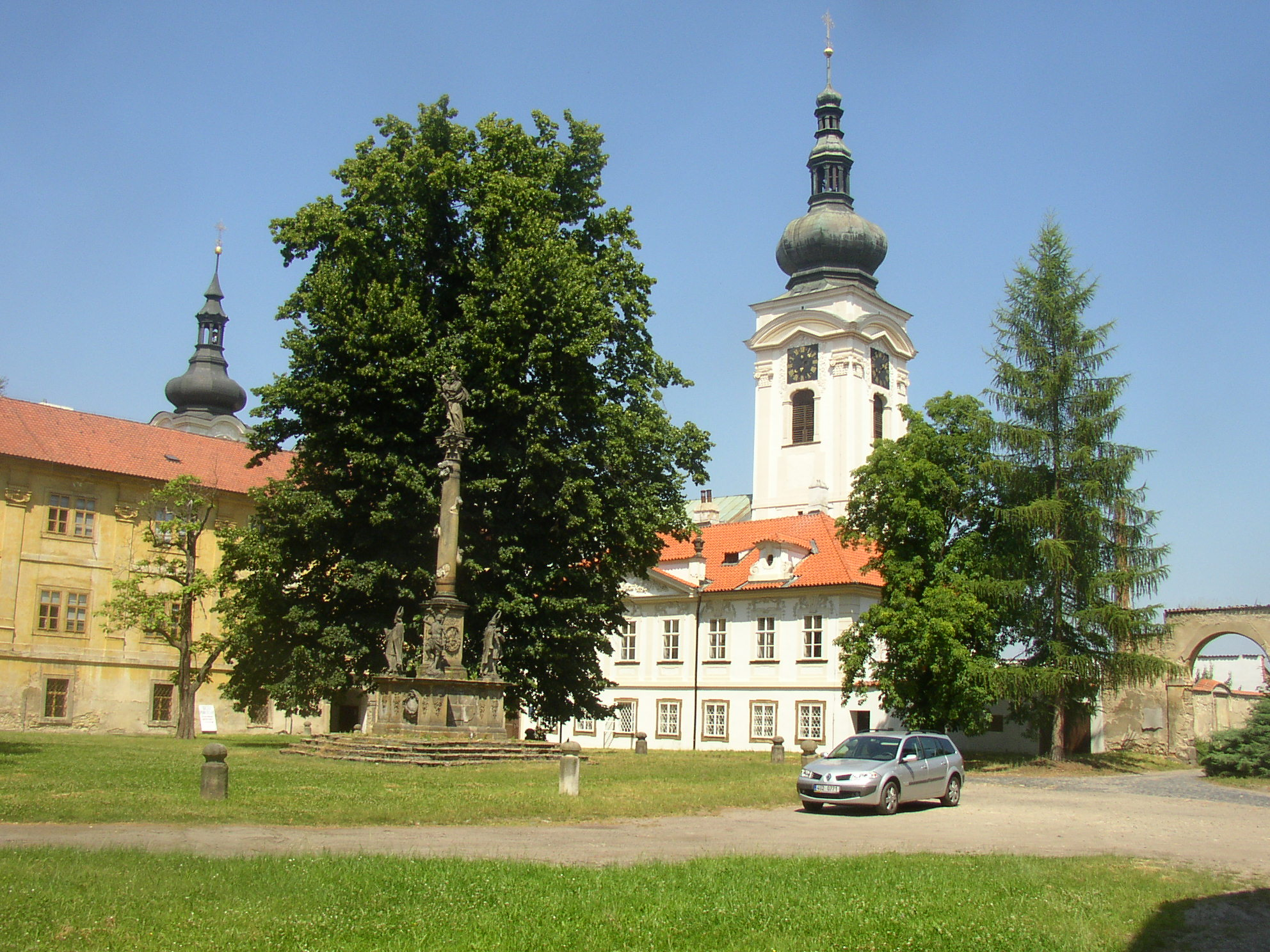
První nádvoří s mariánským sloupem, prelaturou (vlevo) a provizoriátem (vpravo)

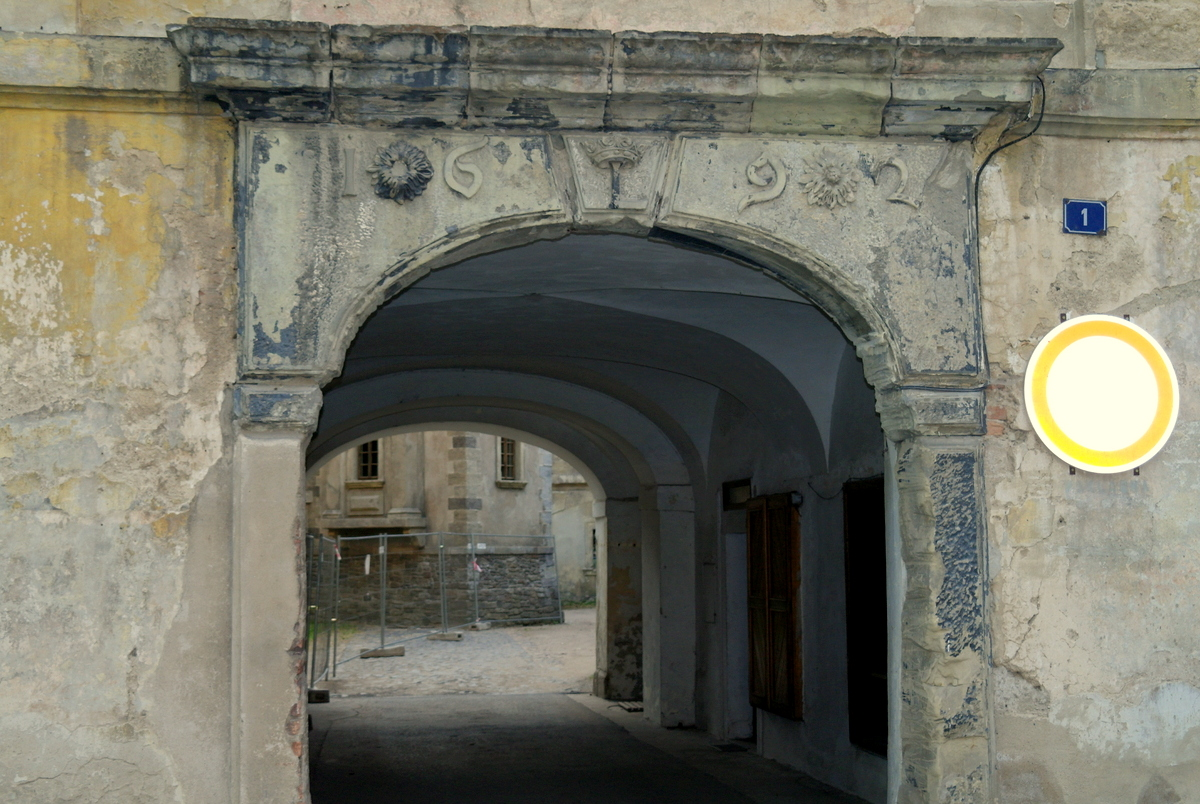
Průjezd prelatury s letopočtem 1692

Jihovýchodně od kostela je situováno křídlo zvané provizoriát. Jedná se o barokní stavbu přistavěnou někdy v letech 1725–1730 patrně podle projektu T. Haffeneckera. Je to podélná patrová stavba s mělkým osovým rizalitem a nízkým trojúhelným štítem v atice s vázami a plastikou ve štítu i při oknech s vysokými klenáky. Má obdélný portál s konzolovou supraportou a vzdutou římsou.

### Prelatura
K provizoriátu je kolmo disponovaná stavba prelatury. Barokní prelatura z roku 1692 má dvoupatrové křídlo rytmizované vysokým pilastrovým řádem, obdélnými okny sdruženými po dvou, a dvěma klenutými průjezdy označenými letopočtem 1692. Na jižní straně jsou opěrné pilíře s letopočtem 1665, na západním průčelí v přízemí je otevřený arkádový ochoz. Uvnitř ve 2. patře se nachází štukový rokokový strop a pozdně barokní nástropní freska Klanění pastýřů od Františka Xavera Palka z období let 1750–1760.

### Refektář
Jedná se o pozdně barokní patrovou budovu ze 3. čtvrtiny 18. století s pilastrovým průčelím. Uvnitř budovy refektáře se nachází větší sál s freskovými malbami. Na západní straně je ve fresce veliká kompozice Založení doksanského kláštera od Josefa Redelmayera z období kolem roku 1760. Na stěnách se nacházejí portréty dobrodinců kláštera mezi architektonickými motivy a na stropě je starozákonní výjev Nalezení číše v pytli Benjaminově od F.X. Palka.

### Konvent

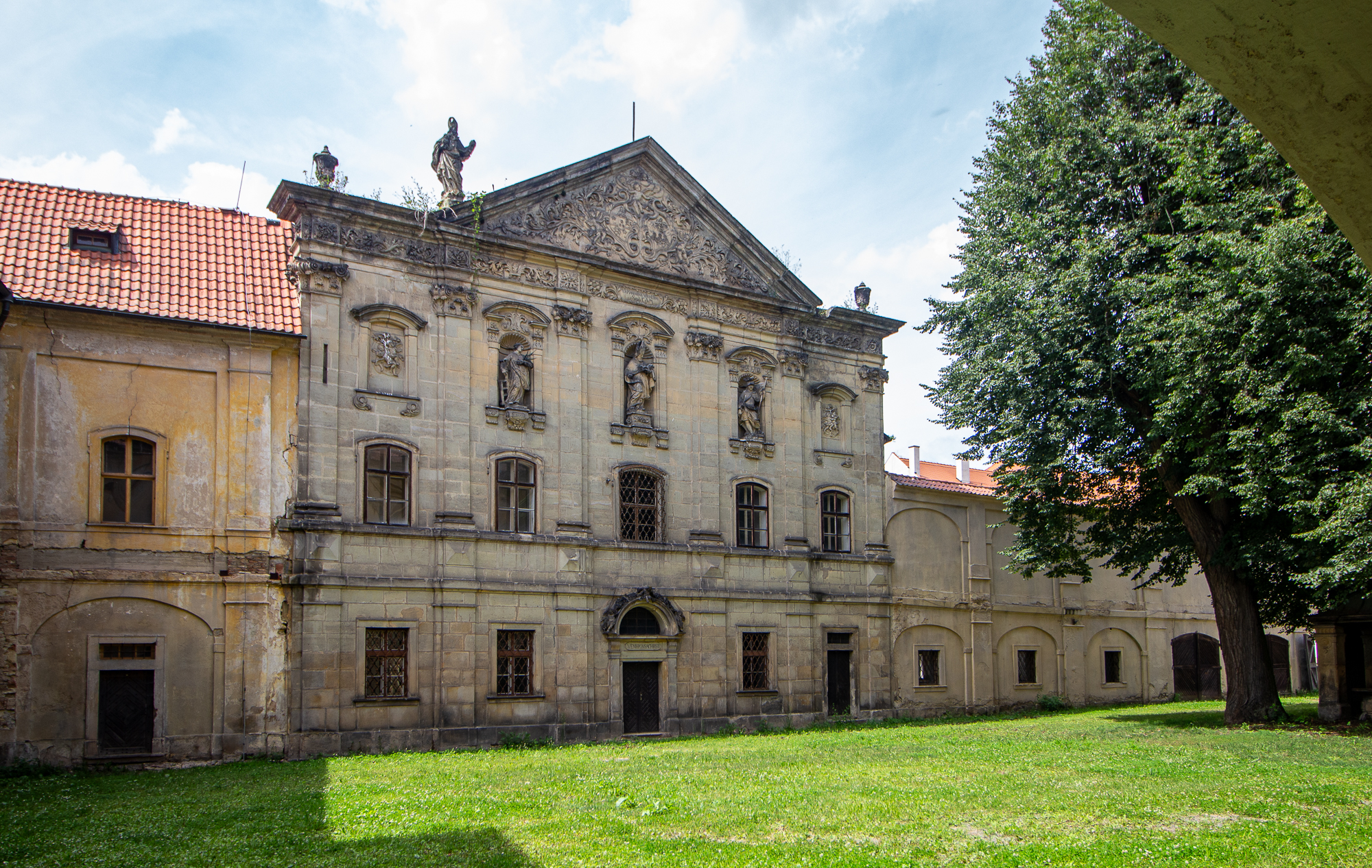
Budova konventu (2024)

Barokní konvent z roku 1697 stojí na 2. nádvoří a do prelatury se obrací výběhem křídla. Je patrový s větším kamenným kulisovým pětiosým průčelím, které je členěno vysokými podloženými pilastry a završený trojúhelníkovým štítem se sochami Panny Marie, sv. Augustina a sv. Norberta, shodně jako je tomu u hlavní brány, která ostatně pochází ze stejné doby (1697). Konvent má obdélný portálek s půlkruhovou supraportou na konzolách. Okna v 1. patře jsou sklenutá segmentem. Ve 2. patře jsou po stranách slepé okenní edikuly s reliéfy andílků, haluzí a květů. Ve třech středních osách jsou edikuly se sochami sv. Vavřince, sv. Materny a sv. Kandida ve výklencích se segmentovými frontony. Ve vlysu pod hlavní římsou a v ploše štítu je bohatý kamenný reliéfový ornament akantových motivů a kartuší s andílkem. Další křídla konventu jsou na 3. nádvoří a hospodářském dvoře. Tato barokní křídla pocházejí z konce 17. a počátku 18. století. Oproti ostatním částem konventu jsou daleko architektonicky jednodušší a mají lizénové fasády.

### Program záchrany architektonického dědictví
V rámci Programu záchrany architektonického dědictví bylo v letech 1995–2014 na opravu konventu čerpáno 6 680 000 Kč.
| rok    | 2000 | 2001  | 2002  | 2003  |
| ------ | ---- | ----- | ----- | ----- |
| částka | 900  | 1 400 | 3 380 | 1 000 |

### Kostel Narození Panny Marie

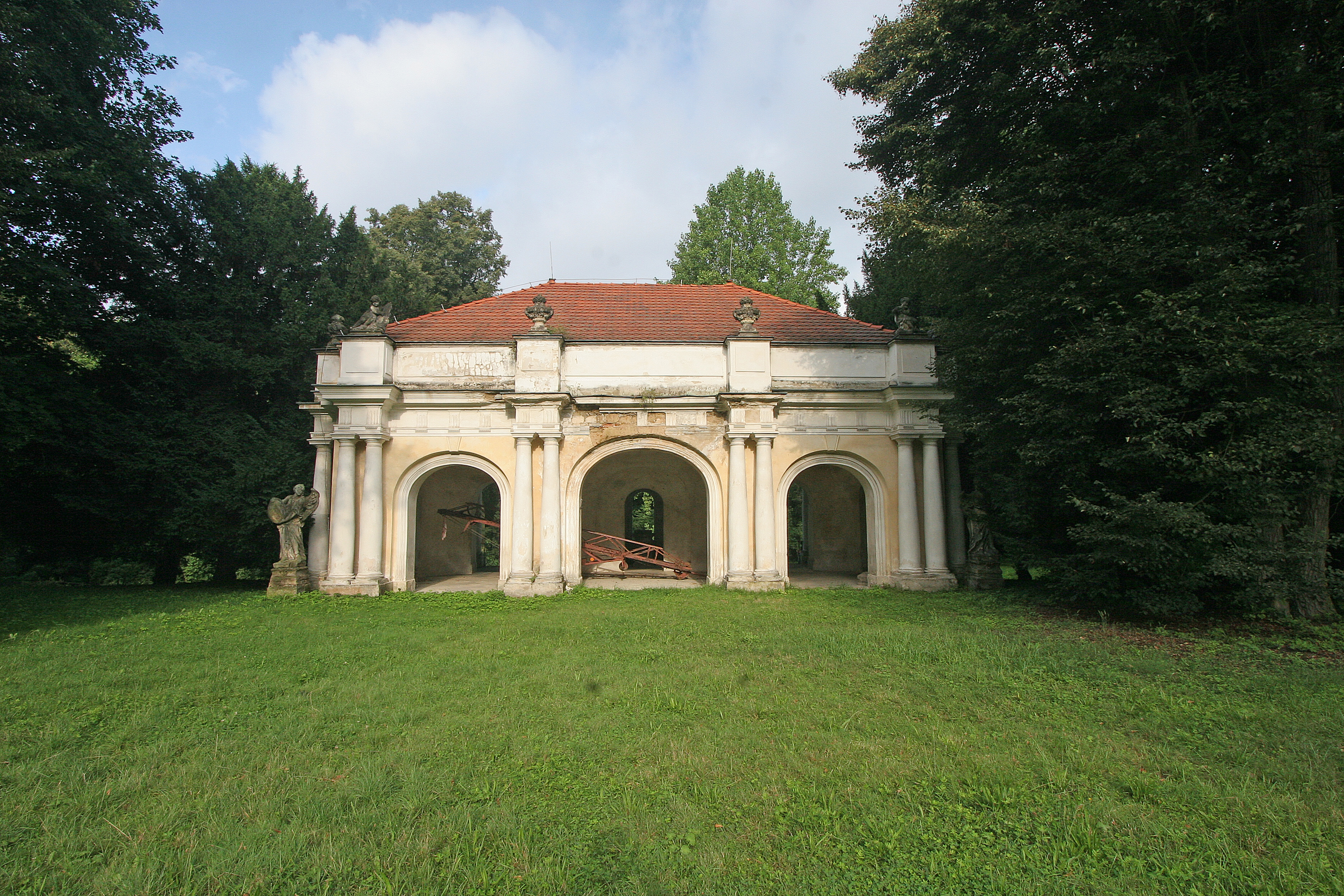
Klasicistní arkádový pavilón

### Terasa a pavilóny
Jižně za refektářem u ramena Ohře se nachází Zahradní terasa. Je pozdně barokní z období kolem roku 1756 s kašnou a balustrovým zábradlím, které bylo původně osazeno četnými plastikami. Arkádový pavilón je pozdně barokní z roku 1756. Má pět otevřených oblouků. Uvnitř má plackové klenby s freskovými malbami: novozákonní výjev Kristus jako zahradník (Noli me tangere) a Alegorie čtvera ročních období. Na můstku přes rameno Ohře a před ním v balustrádě se nacházejí dvoje skvostné kované mřížové dveře z roku 1759, které mají motivy akantů, pásek, rokajů a mřížek. V rozsáhlém anglickém parku je ještě další arkádový pavilón. Jedná se o klasicistní stavbu z konce 18. století v dórském slohu s pilastry a kladím s triglyfy, který byl původně doplněný plastikami.

Galerie fresek v arkádovém pavilónu
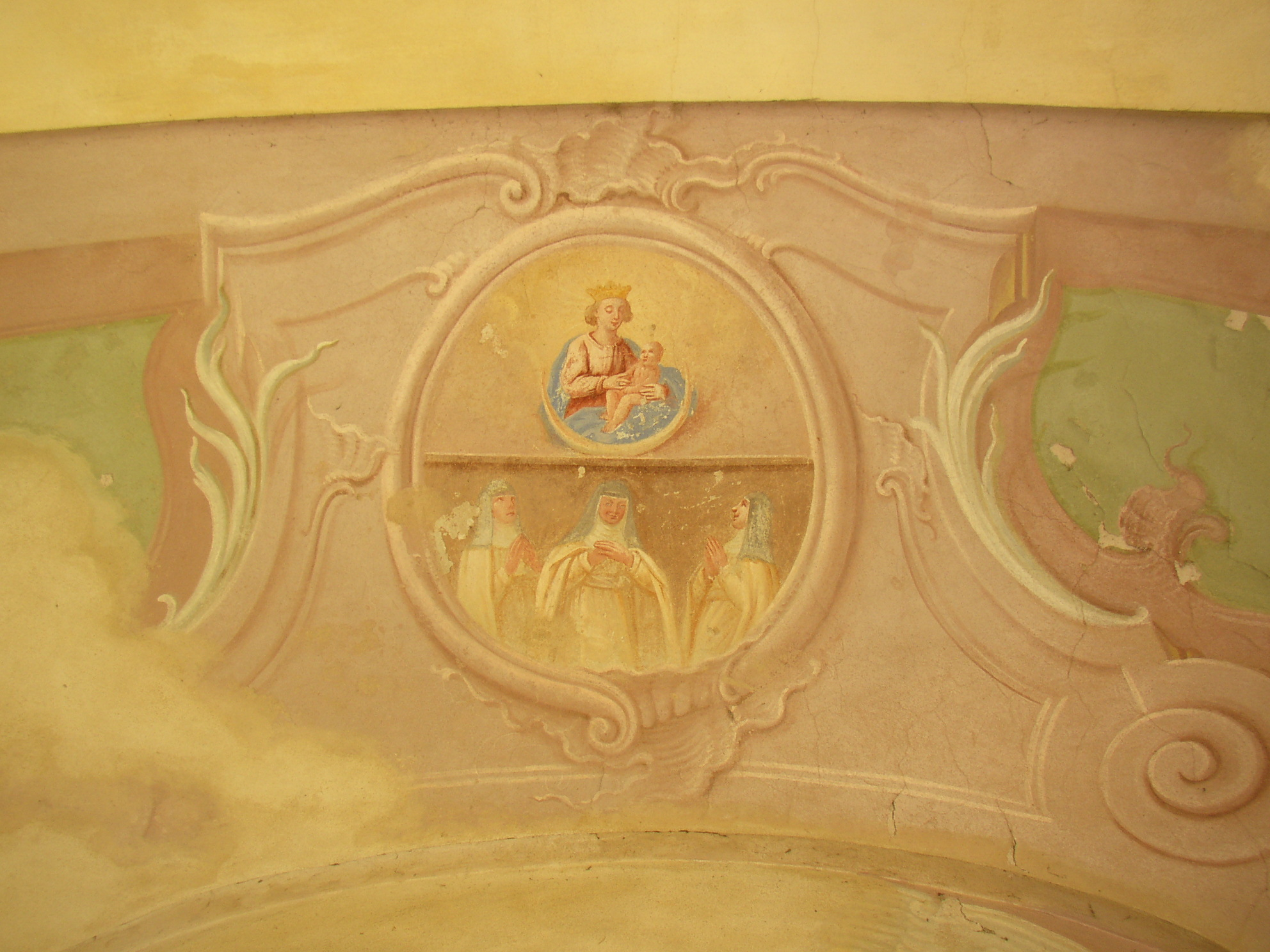
Emblém doksanského kláštera, malba na klenbě
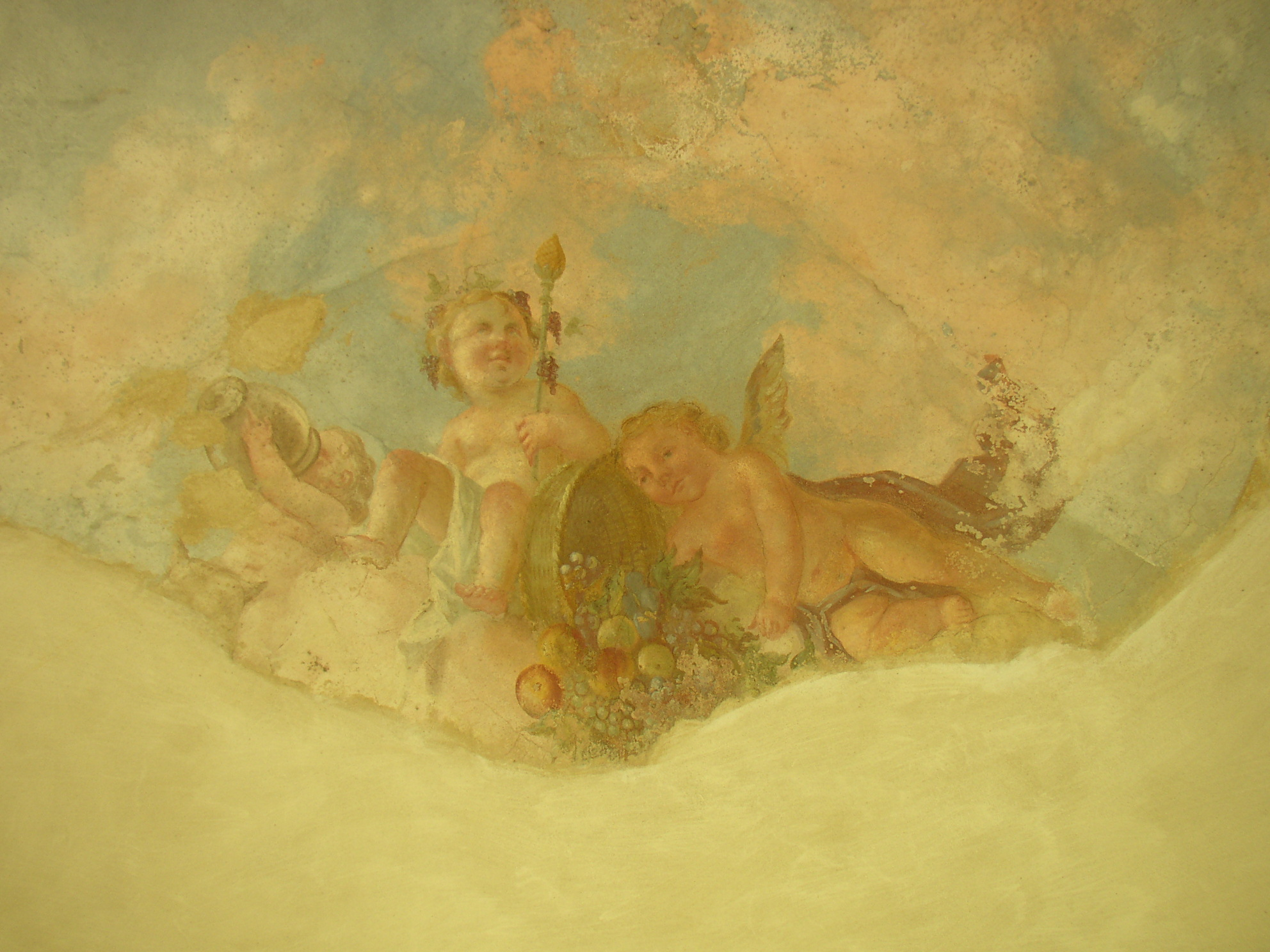
Freska alegorie čtvera ročních období
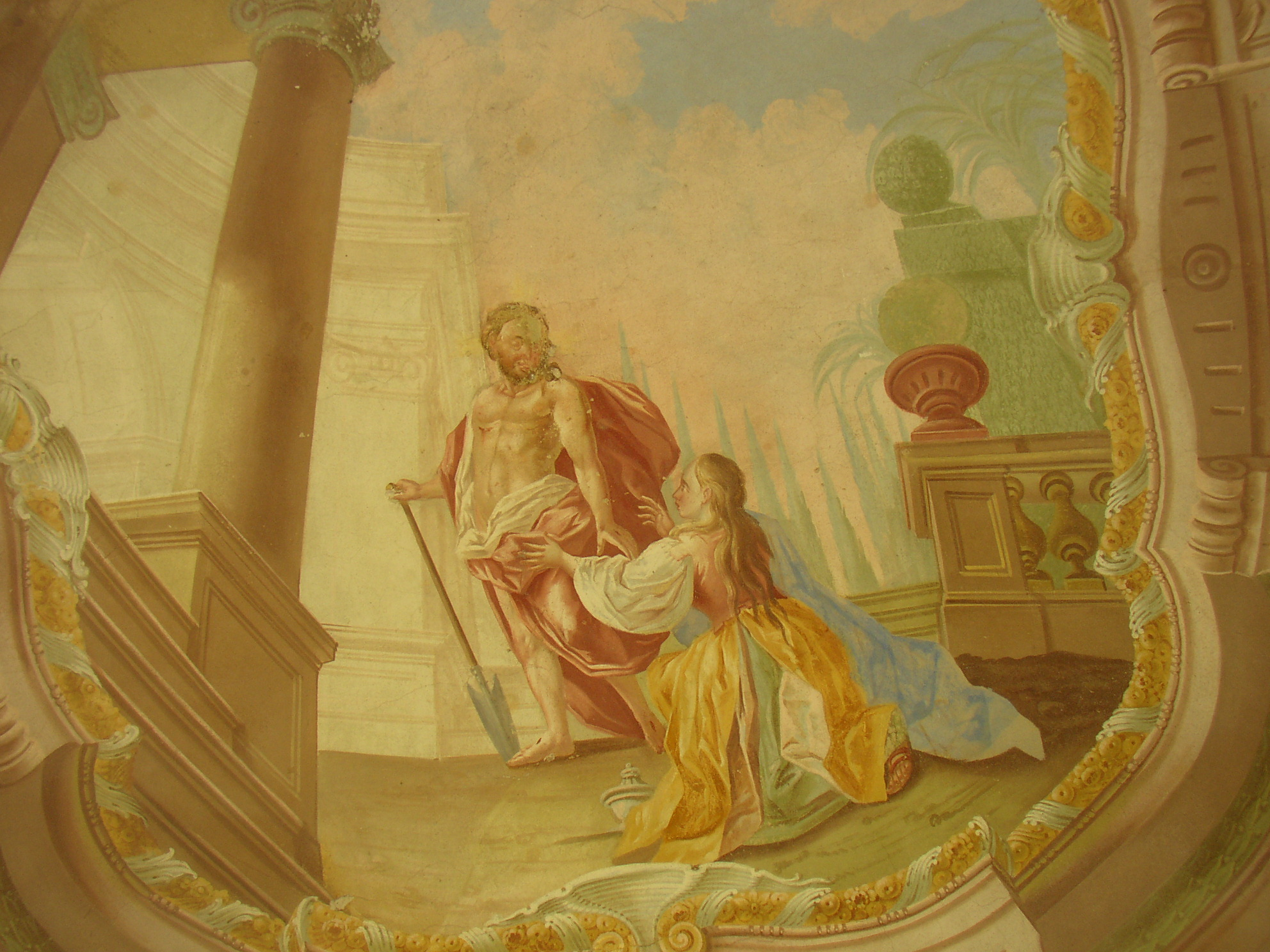
Noli me tangere, ústřední malba na klenbě
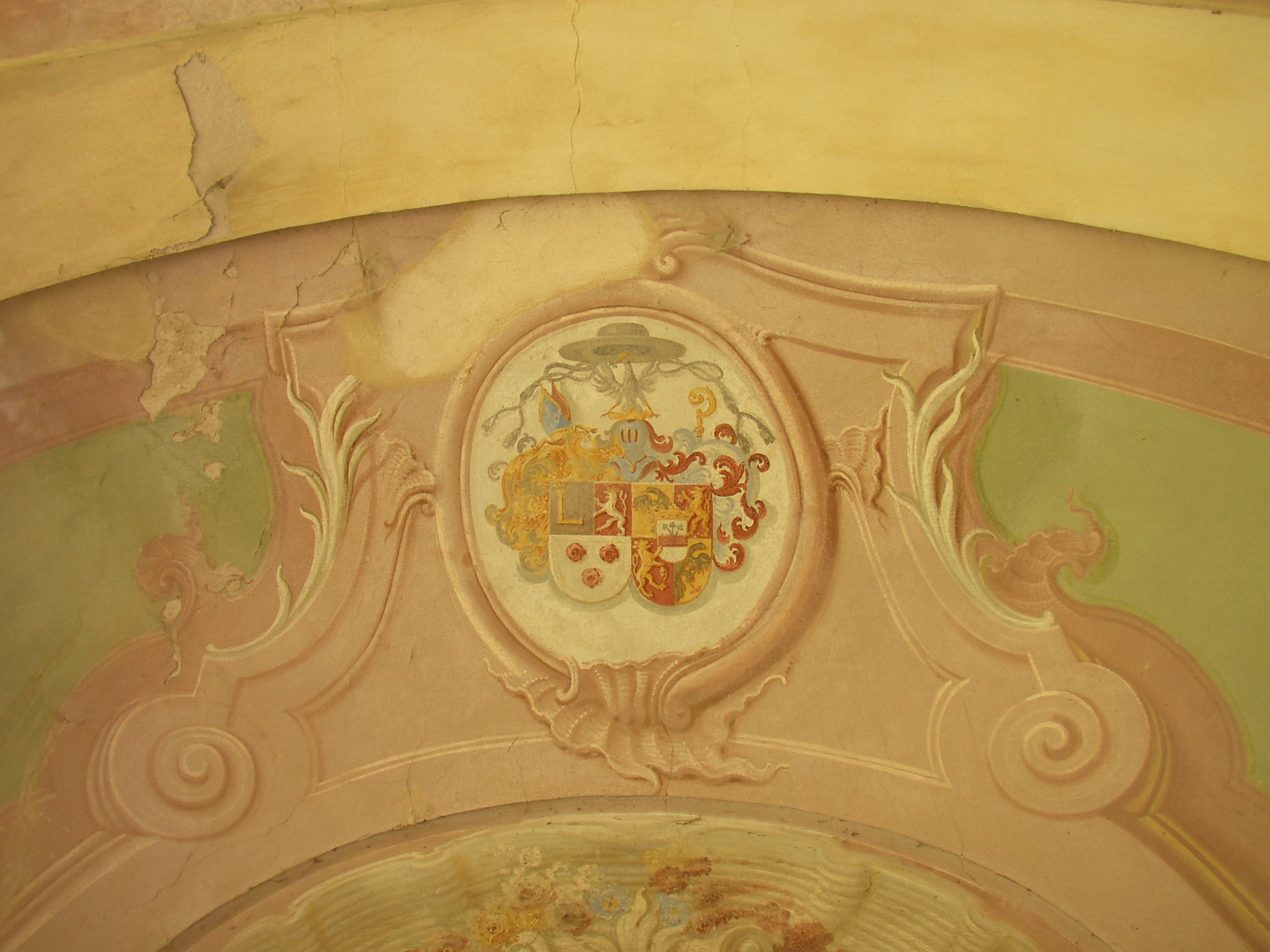
Znak doksanského probošta a opata Josefa Winkelburga (opatem 1754-1796)

### Mariánský sloup a sousoší

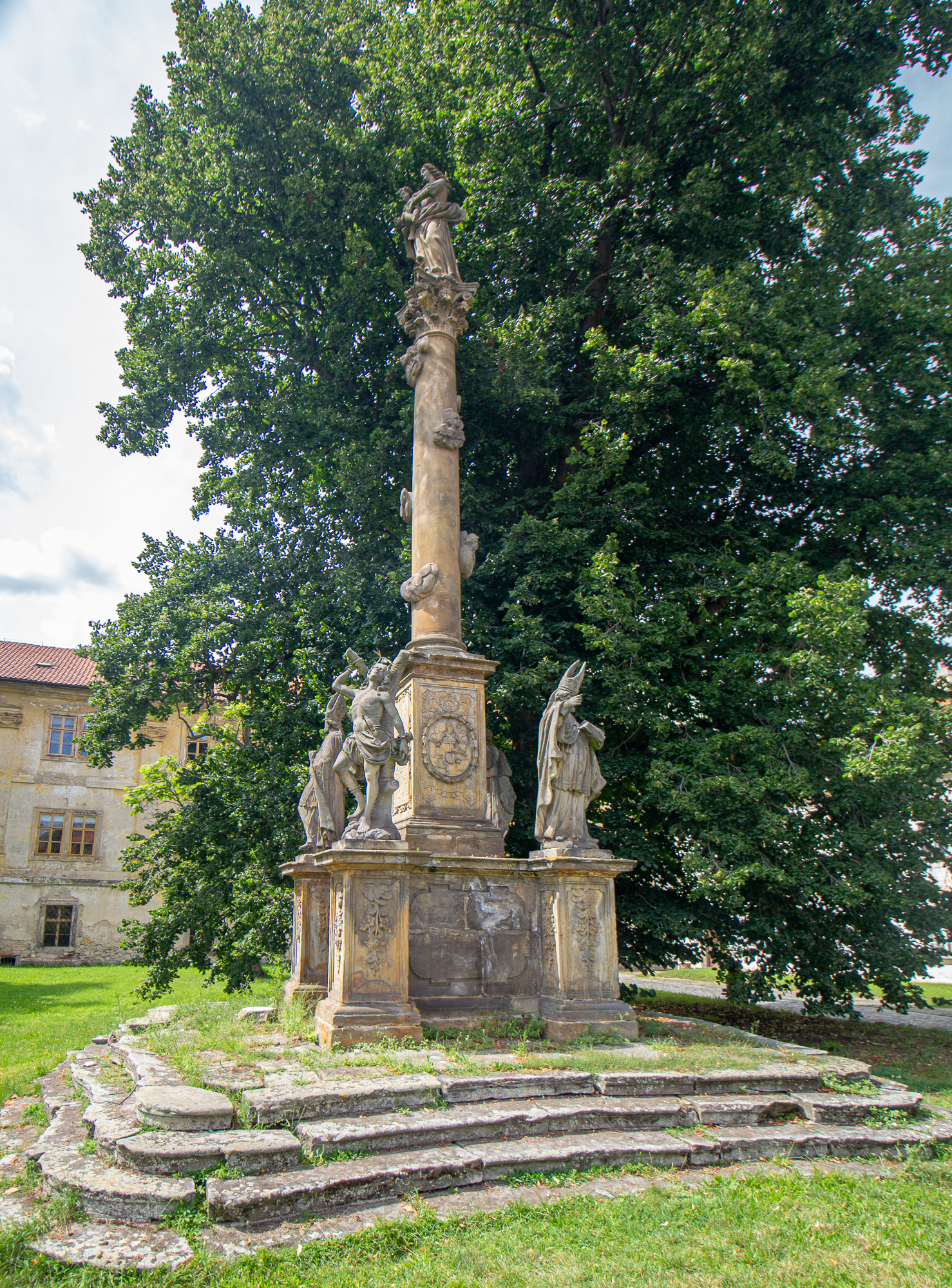
Mariánský sloup na prvním nádvoří

- Mariánský morový sloup na prvním nádvoří je barokní z roku 1684. Opraven byl v roce 1748. Je to vysoký válcovitý sloup s obláčky a sochou Panny Marie. Dole při nárožích má pilířky se sochami sv. Šebestiána, sv. Rocha, sv. Augustina a sv. Norberta. Na jeho podstavci se nacházejí reliéfy květin, kartuše a nápisy s chronogramy 1684 a 1748.
- Mariánské sousoší na druhém nádvoří je pozdně barokní z roku 1744. Na bohatě členitém proláklém podstavci s volutovými křídly se nachází socha Panny Marie na zeměkouli s hadem (výjev ze Zjevení Janova). Po stranách je socha klečící Gertrudy s korunkou a andílek se štítem, na kterém je reliéf s podobou doksanského kláštera.[24]

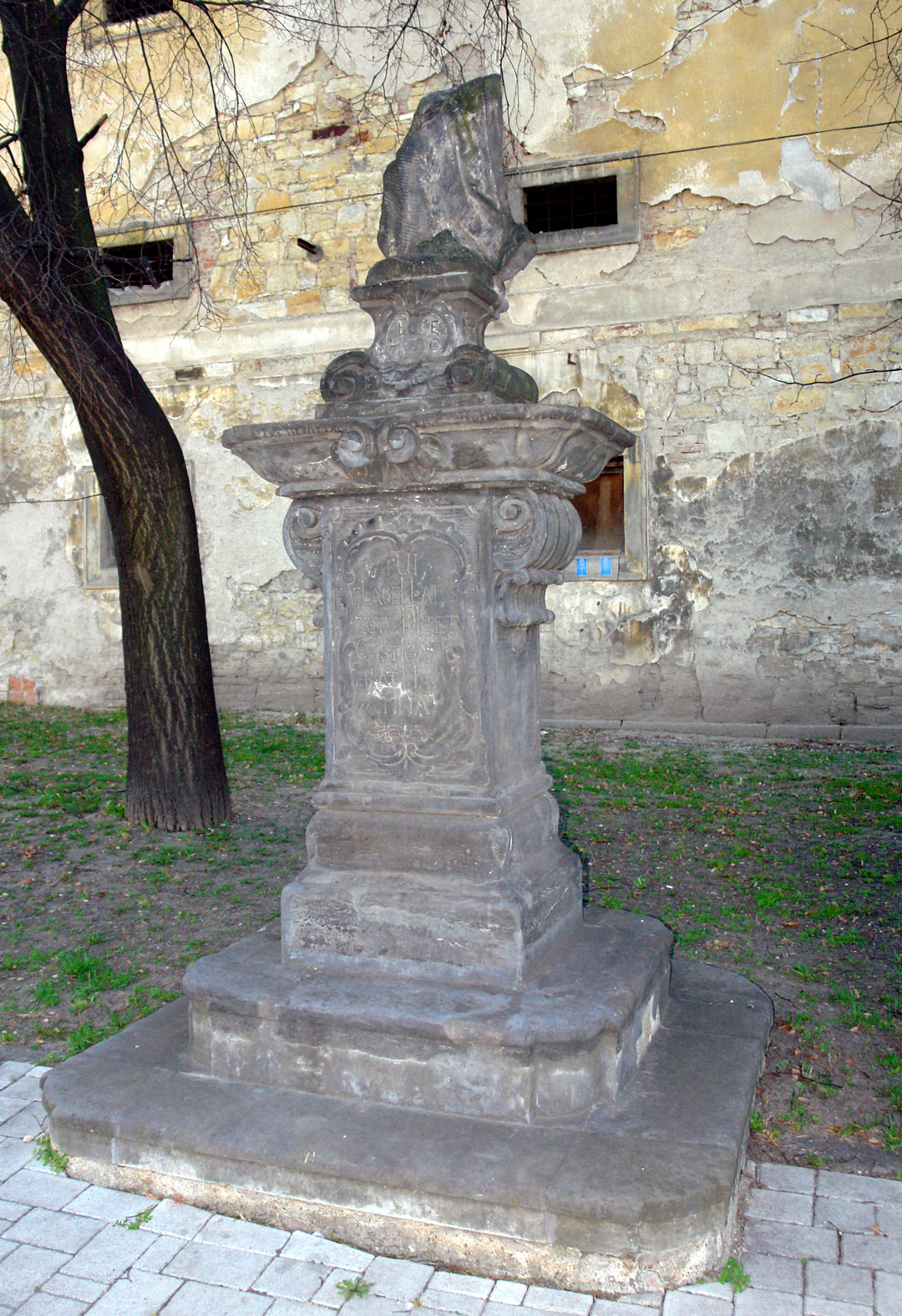
Socha Ecce homo u silnice před areálem kláštera (v roce 2012)

### Sochy a klášterní zahrada
U silnice před doksanským zámkem je pozdně barokní socha Krista trpitele (Ecce homo) s chronogramem 1775. Na soklíku sochy a vysokém podstavci jsou hlavičky andílků, rokajové motivy a volutová křídla. Na návsi se nachází pozdně barokní křížek z roku 1770. Na jeho podstavci s volutovými křídly je reliéf Panny Marie s mečem v prsou (Panna Maria Sedmibolestná). Ve vsi je také bývalá klášterní zahrada. Je obdélná a obehnaná zdí. V jejím západní čele se nachází osová klenutá brána s vysokým klenákem, vzdutou římsou a volutovými křídly. V rozích má souměrně postavené přízemní barokní pavilóny z 18. století s mansardovými střechami.